# Піони
Не плутати з Півонія.
Піони або пі-мезони — елементарні частинки, які належать до родини мезонів. Існує нейтральний {\displaystyle \pi ^{0}} і заряджені піони {\displaystyle \pi ^{+}} та {\displaystyle \pi ^{-}}. Усі піони нестабільні.
Піони мають нульовий спін і одиничний ізотопічний спін. Вони складаються з кварків та антикварків першого покоління.
{\displaystyle \pi ^{-}} мезон є античастинкою {\displaystyle \pi ^{+}} мезона. {\displaystyle \pi ^{0}} мезон є власною античастинкою. Разом усі три піони складають ізотопічний триплет.

## Зв'язок із кварками та канали розпаду
Маррі Гелл-Манн показав, що піони, разом із ета-мезоном і каонами, утворюють октет групи {\displaystyle \ SU(3)} (незвідне представлення {\displaystyle \ 8}). Він утворюється як прямий добуток фундаментальних представлень групи {\displaystyle \ SU(3)}, {\displaystyle \ 3\otimes {\bar {3}}=8\oplus 1}, кожне із яких відповідає кваркам {\displaystyle \ u,d,s}. Точніше кажучи, піони складаються із двох кварків, {\displaystyle \ u,d}, та їх антикварків.
При низьких енергіях, коли КХД стає непертурбативною, кварки не можуть бути вільними. Вони об'єднуються у мезони і нуклони. Лагранжіан КХД ефективно можна переписати у термінах нуклонів та мезонів. У такому ефективному лагранжіані переносниками ядерних сил стають мезони. Закон взаємодії між нуклонами можна описати за допомогою юкавської взаємодії, {\displaystyle \ U(r)\sim {\frac {e^{-{\frac {r}{l}}}}{r}}}, де {\displaystyle \ l\sim {\frac {1}{m_{\pi }}}} — довжина екранування. Із таким законом взаємодії пов'язане явище насичення ядерних сил.
Час життя π0-мезону значно менший, ніж час життя заряджених піонів. Це пов'язано із структурою взаємодій у Стандартній моделі. Кварковий склад π0 дозволяє йому розпадатись на фотони, у той час як кварковий склад заряджених піонів робить можливим розпад лише через {\displaystyle \ W}-бозон.
Розпад через {\displaystyle \ W}-бозон сильно пригнічений через його велику масу (а не через константу слабкої взаємодії, яка значно більша за електромагнітну константу, {\displaystyle \ e=gsin(\theta _{W})}). У результаті час життя заряджених піонів дуже великий (див. таблицю характеристик) і лише на два порядки більший за час життя мюонів (які не є сильно взаємодіючими частинками).
У випадку із нейтральним піоном наближена {\displaystyle \ SU(2)\otimes SU(2)}-симетрія (точніше, її незаряджена підгрупа {\displaystyle \ U(1)\otimes U(1)}, що відповідає перетворенням {\displaystyle \ u\to e^{i\gamma _{5}\alpha }u}, {\displaystyle \ d\to e^{-i\beta \gamma _{5}}d}), яка пов'язана із малістю мас {\displaystyle \ u,d}-кварків (з їхніх зарядово нейтральних комбінацій складається π0), здавалося б, повинна сильно пригнічувати амплітуду розпаду на два фотони. Проте експериментально було виявлено, що оцінка амплітуди розпаду {\displaystyle \ \pi ^{0}\to 2\gamma }, що базується на вірності наближеної {\displaystyle \ SU(2)\otimes SU(2)}-симетрії, дає значно більший час життя піону, ніж він є насправді. Вихід із цієї ситуації знайшли разом із відкриттям наявності у Стандартній моделі кіральних аномалій, які явно порушують вказану симетрію і передбачають амплітуду розпаду піону, що узгоджується із експериментальною. У результаті час життя нейтральних піонів значно менший за час життя {\displaystyle \ \pi ^{\pm }}.
| Назва | Частинка символ | Анти- частинка символ | Складові кварки                                                                        | Маса спокою (МеВ/c2) | IG | JPC | S | C | B' | Час життя (с)          | Канали розпаду (>5 % розпадів) |
| ----- | --------------- | --------------------- | -------------------------------------------------------------------------------------- | -------------------- | -- | --- | - | - | -- | ---------------------- | ------------------------------ |
| Піон  | π+              | π−                    | u d                                                                                    | 139.570 18(35)       | 1− | 0−  | 0 | 0 | 0  | 2.6033 ± 0.0005 × 10−8 | μ+ + ν μ                       |
| Піон  | π0              | власна                | {\displaystyle {\tfrac {\mathrm {u{\bar {u}}} -\mathrm {d{\bar {d}}} }{\sqrt {2}}}}[a] | 134.976 6 ± 0.000 6  | 1− | 0−+ | 0 | 0 | 0  | 8.4 ± 0.6 × 10−17      | γ + γ                          |

[a] ↑  Склад не точний, через ненульові маси кварків.

## Пі-мезон як псевдоголдстоунівський бозон
З точки зору КХД лагранжіан {\displaystyle \ u-,d-}кварків має наближену симетрію відносно перетворень групи {\displaystyle \ SU(2)\otimes SU(2)}. Наявність симетрії пов'язана із їхніми малими масами. Ця симетрія, втім, є спонтанно порушеною (інакше для кожного одночастинкового стану існував би вироджений із ним стан із протилежною парністю і тими ж спіном, баріонним числом та дивністю).
Стівеном Вайнбергом, Джеффрі Голдстоуном та Абдусом Саламом була доведена теорема, згідно із якою спонтанне порушення глобальної неперервної симетрії у теорії призводить до появи у спектрі частинок-розв'язків теорії безмасових бозонів спіну нуль із тими же квантовими числами, які має елемент струму, що відповідає порушеній симетрії, — так званих голдстоунівських бозонів. Їх кількість відповідає кількості генераторів порушеної групи симетрії. Якщо ж спонтанно порушена симетрія теорії порушена малим доданком у дії, іншими словами — є наближеною, то бозони набувають маси. В такому разі вони називаються псевдоголдстоунівськими бозонами.
Безмасовий лагранжіан {\displaystyle \ u-,d-}кварків (для простоти запису, що не зменшує коректність — без взаємодії),
{\displaystyle \ L={\bar {u}}i\gamma ^{\mu }\partial _{\mu }u+{\bar {d}}i\gamma ^{\mu }\partial _{\mu }d},
має симетрію відносно перетворень групи {\displaystyle \ SU(2)\times SU(2)}, що відповідає комбінованому кіральному перетворенню
{\displaystyle \ {\begin{pmatrix}u\\d\end{pmatrix}}\to {\begin{pmatrix}u{'}\\d{'}\end{pmatrix}}=e^{iA_{a}t^{a}+i\gamma _{5}B_{a}t^{a}}{\begin{pmatrix}u\\d\end{pmatrix}},\quad t_{a}=\left(\sigma _{1},\sigma _{2},\sigma _{3}\right)_{a}}.
Врахувавши масовий доданок у лагранжіані, можна дійти висновку, що ця симетрія (точніше, її кіральна підгрупа) явно порушена. Маси цих кварків, втім, є малими, тому на високих енергіях масовим доданком можна знехтувати; в результаті на високих енергіях симетрія відновлюється. Тому, як написано вище, експериментально повинно було спостерігатися дублювання по кількості станів, чого немає. У результаті природним є твердження, що ця група симетрії (її кіральна підгрупа) спонтанно порушена до {\displaystyle \ SU(2)\times SU(2)/SU(2)_{ch}}. Відповідно, в теорії з'являються псевдоголдстоунівські бозони. Згідно із теоремою про голдстоунівські бозони, їхня кількість дорівнює кількості генераторів порушеної групи симетрії — трьом. Теорія також передбачає, що маси заряджених піонів однакові і відрізняються на маленьку поправку від маси нейтрального бозона. Ці бозони і є піонами.
Аналогічним чином можна розглянути лагранжіан {\displaystyle \ u-,d-,s-}кварків. У дуже грубому наближенні лагранжіан має {\displaystyle \ SU(3)\otimes SU(3)}-симетрію (при досить високих енергіях, втім, ця симетрія стає дедалі більш точною). Її спонтанне порушення до {\displaystyle \ SU(3)\times SU(3)/SU(3)_{ch}}-симетрії призводить до появи восьми (а саме такою є кількість генераторів порушеної групи {\displaystyle \ SU(3)}) псевдоголдстоунівських бозонів — квартету каонів, ета-мезону та триплету піонів.